# Ipomoea steudelii
Ipomoea steudelii är en vindeväxtart som beskrevs av Charles Frederick Millspaugh. Ipomoea steudelii ingår i släktet praktvindor, och familjen vindeväxter. Inga underarter finns listade i Catalogue of Life.